# Il re dell'orrore
Il re dell'orrore (Scream School) è il settantasettesimo libro della serie horror per ragazzi Piccoli brividi, scritta da R. L. Stine.
Questo libro, assieme a Sfide mortali e a Il villaggio del brivido è l'unico romanzo della "Serie 2000" che non presenta apparizioni di mostri spaventosi o di avvenimenti paranormali. Il racconto piuttosto riflette sul tema che chiunque, anche il più coraggioso e spavaldo come Emory Banyon, può provare paura.

## Trama
Il libro narra le vicende di un ragazzo di nome Jake Banyon, figlio di un regista horror di fama mondiale, Emory Banyon, chiamato anche il "re dell'orrore".

Il ragazzo è afflitto continuamente dal fatto che vuole dimostrare al padre che non ha paura dei suoi film come quest'ultimo crede, ma purtroppo finisce per ritrovarsi sempre in situazioni che fanno credere a tutti (in primis la sua migliore amica Chelsea Paige) che abbia paura, ad esempio durante una ripresa cade dalla sedia e il padre si convince che sia caduto per lo spavento. Le cose vanno via via peggiorando: infatti il regista, in occasione del compleanno del figlio, decide di fargli uno scherzo terribile chiudendolo in un vecchio set con quattro dei suoi attori truccati e vestiti da zombie spaventando a morte il ragazzo, mostrandogli la testa della sua amica Chelsea su una picca. Ad un certo punto suo padre, Chelsea e i suoi amici spuntano dal nulla con una torta di compleanno e numerosi palloncini ma Jake corre via in lacrime.
Deciso a vendicarsi per lo scherzo di cattivo gusto, Jake decide di accettare l'offerta di suo padre di girare la sua serie più famosa, La scuola del terrore VI, nella desolata cittadina di Silver City sperduta nel deserto. Una volta arrivati i due scoprono una gigantesca scuola in totale stato di abbandono e, una volta all'interno, Jake fa la conoscenza di Gregory e della sua amica Mindy, due ragazzi della vicina cittadina di Coronado che sono stati chiamati da Emory per fare da comparse nella sua serie. Mindy racconta a Jake della probabile presenza di fantasmi a Silver City poiché coloro che volevano costruire un centro commerciale al posto della suddetta scuola profanarono diverse tombe per spostarle da un'altra parte (lì c'era infatti un cimitero) e gli spiriti, non avendo pace per questo, cominciarono a dare numerosi problemi (e questo spiegherebbe il totale abbandono della scuola e di Silver City in sé).
Infatti, a partire da quel momento, durante le riprese accadono cose strane come pezzi di carne umana nelle pietanze e pozze di fango piene di teschi umani, senza contare numerosi danni alle apparecchiature di regia. Jake pensa che sia tutto uno scherzo di suo padre ma i due, una volta giunti al piano superiore, vengono veramente circondati da spettri e dal terribile Johnny Scream (un attore di nome Rad Donner famoso per il suo ruolo di zombie); e, infatti, tutto si rivela essere uno scherzo ideato proprio da Jake per spaventare finalmente suo padre, cosa che infatti accade. La vendetta di Jake è compiuta (avendo anche mostrato a suo padre la scena registrata e facendogli vedere con un trucco che i ragazzi erano fantasmi veri e non attori) e, allegramente, si autodefinisce lui stesso il "re dell'orrore".

## Personaggi
- Jake Banyon: è il protagonista del libro nonché il figlio di Emory. Fin dall'inizio tenta in tutti i modi di far capire al padre che chiunque può spaventarsi, ma sembra sempre fallire, finché un giorno gli viene messa tra le mani una grande occasione...
- Emory Banyon: è un grande regista horror e grazie ai suoi film della saga "La scuola del terrore" si è guadagnato l'appellativo di "re dell'orrore". Pensa che il figlio sia un fifone e cerca di spaventarlo in tutti i modi perché è convinto che le paure debbano essere ammesse per poterle affrontare, ma non riesce a capire che tutti si possono spaventare (lo capirà alla fine del libro pagandone le conseguenze).
- Vicki Banyon: madre di Jake, cerca di convincere in più occasioni il marito a smetterla di tormentare il figlio senza però alcun successo.
- Chelsea Paige: amica di Jake. Si diverte molto a prenderlo in giro perché anche lei lo reputa un fifone e ride a crepapelle ogni volta che il padre gli fa qualche scherzo.
- Rad Donner: è un ragazzo che Jake descrive simpatico e di bell'aspetto. Interpreta Johnny Scream, un orripilante zombie alto due metri nella serie di successo La scuola del terrore di Emory.
- Mindy: una ragazza che viene dal Coronado, un paese vicino Silver City (il luogo dove si svolgono le riprese). È una comparsa e conosce Jake nella mensa della scuola dove si gira il film. Gli racconta l'orrenda storia che si cela dietro l'edificio ma Jake non le crede perché l'amico di Mindy, Gregory, afferma che è la ragazza più bugiarda del mondo.
- Gregory: amico di Mindy, viene anche lui dal Coronado e fa parte delle comparse.
- Sheila: un'assistente di Emory che viene citata spesso nel libro e che si occupa di ricordare agli attori e alle comparse quello che devono fare sul set.
- Carlos Manza: uno dei migliori amici di Jake che compare nel quarto e nel quinto capitolo.
- Devon Klar: un attore che compare nell'ottavo capitolo del libro. Ha i capelli uguali a quelli di Jake e appena lo vede afferma che sembrano gemelli. Durante una ripresa si sente poco bene e la sua parte viene ricoperta momentaneamente da Jake.

## Edizioni
- R. L. Stine, Il re dell'orrore, traduzione di Cristina Scalabrini, collana Piccoli brividi, Arnoldo Mondadori Editore, 2001,  p. 141, ISBN 88-04-48915-4.